# 1895 (numero)
Milleottocentonovantacinque (1895) è il numero naturale dopo il 1894 e prima del 1896.

## Proprietà matematiche
- È un numero dispari.
- È un numero composto da 4 divisori: 1, 5, 379, 1895. Poiché la somma dei suoi divisori (escluso il numero stesso) è 385 < 1895, è un numero difettivo.
- È un numero semiprimo.
- È un numero nontotiente in quanto dispari e diverso da 1.
- È un numero palindromo e un numero ondulante nel sistema numerico esadecimale.
- È un numero malvagio.
- È un numero congruente.
- È un numero intero privo di quadrati.
- È parte delle terne pitagoriche (1137, 1516, 1895), (1895, 4548, 4927), (1895, 71808, 71833), (1895, 359100, 359105), (1895, 1795512, 1795513).

## Astronomia
- 1895 Larink è un asteroide della fascia principale del sistema solare.

## Astronautica
- Cosmos 1895 è un satellite artificiale russo.